# Partia Komunistów Włoskich
Partia Komunistów Włoskich (wł. Partito dei Communisti Italiani, PdCI) – włoska komunistyczna partia polityczna.
Powstała w 1998 na skutek rozłamu w Odrodzeniu Komunistycznym wobec niechęci części członków tej partii do obalenia rządu Romano Prodiego. PdCI wspierała gabinet jeszcze przez 2 lata, ale opuściła go po dyskusji wewnątrzpartyjnej na temat polityki społecznej, w której zwyciężyły głosy trockistów. Pierwszym sekretarzem partii był Armando Cossutta, od 2000 do 2013 liderem ugrupowania był Oliviero Diliberto, następnie kierował nim Cesare Procaccini.
W wyborach w 2001 wzięła jednak udział w koalicji Drzewo Oliwne, uzyskała 1,7% głosów, co dało 10 miejsc w Izbie Deputowanych). W 2006 partia weszła do szerszego bloku wyborczego L'Unione, w wyborach parlamentarnych w tym samym roku uzyskała 2,32% (16 posłów i 4 senatorów).
W 1999 i 2004 uzyskiwała po 2 przedstawicieli w Parlamencie Europejskim.
W 2008 razem z innymi ugrupowaniami lewicy powołała nową koalicję wyborczą (pod nazwą Lewica-Tęcza), która w przedterminowych wyborach w tym samym roku otrzymała tylko 3% głosów, nie uzyskując żadnych mandatów w Izbie Deputowanych ani w Senacie. Została później członkinią koalicji Federacja Lewicy i Rewolucja Obywatelska, nie odnosząc sukcesów w kolejnych wyborach.
W 2014 przekształciła się w Komunistyczną Partię Włoch.